# سيرغي شويغو
(بالروسية: Серге́й Кужуге́тович Шойгу́) هو سياسي روسي وضابط عسكري شغل منصب وزير الدفاع الروسي من عام 2012 حتى 2024. من 20 يناير 1994 حتى 11 مايو 2012 تولى منصب وزير روسيا لشؤون الدفاع المدني وحالات الطوارئ والتخلص من عواقب الكوارث الطبيعية (وزارة حالات الطوارئ).

## سيرة الحياة

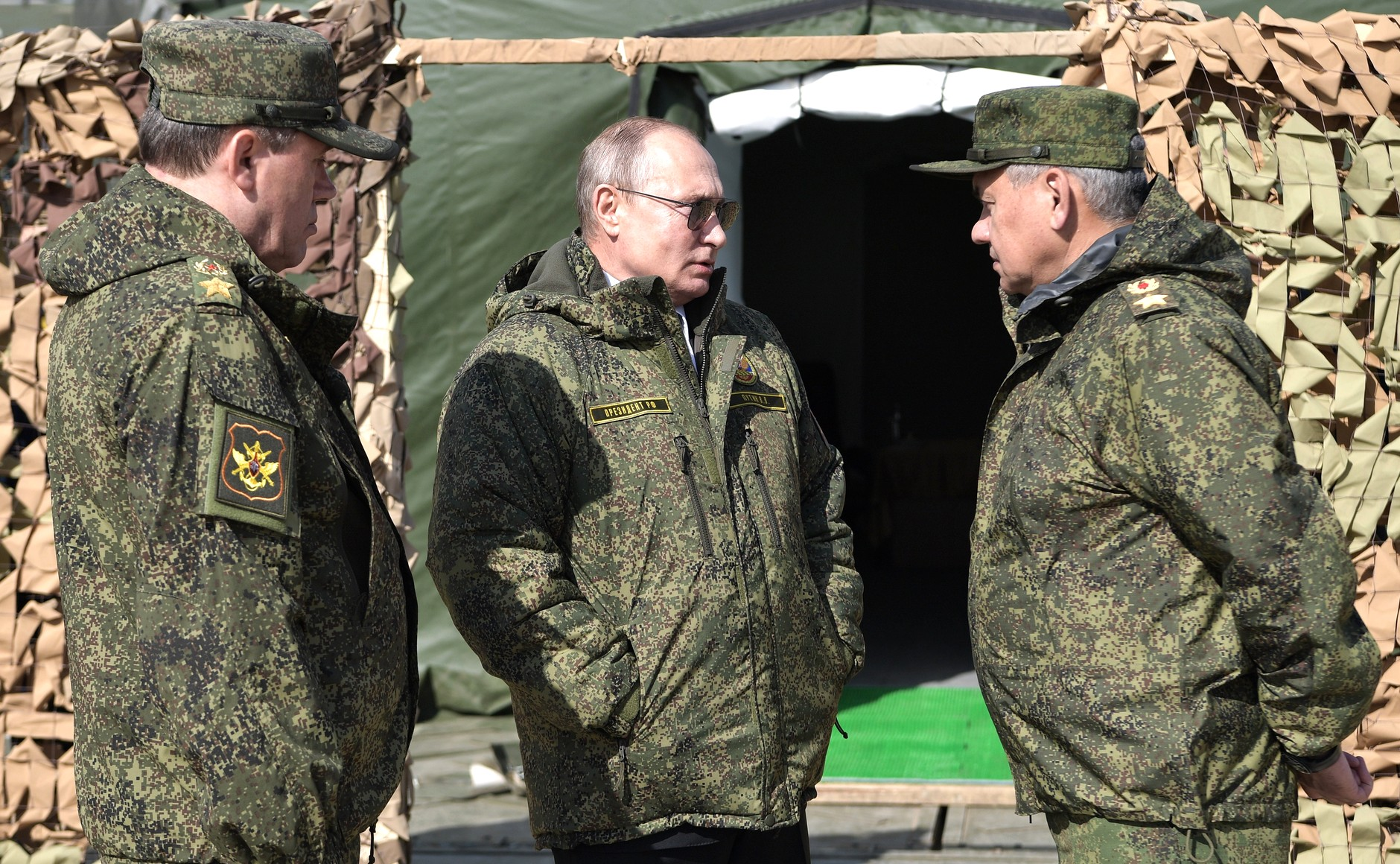
سيرجي شويغو والرئيس الروسي فلاديمير بوتين ورئيس الأركان العامة فاليري جيراسيموف في التدريبات العسكرية للمركز 2019. مكب دونغوز في منطقة أورينبورغ. 20 سبتمبر 2019.

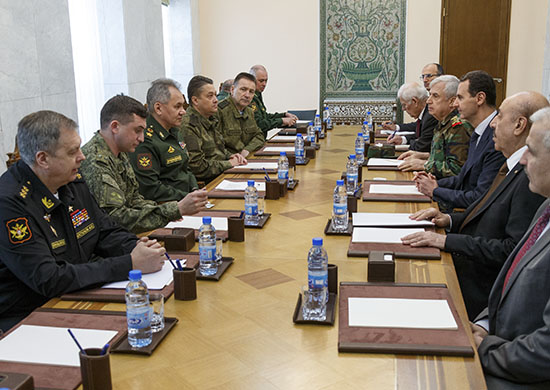
زيارة سيرغي شويغو لسوريا ولقاء الرئيس السوري بشار الأسد، 2020.

ولد سيرغي شويغو يوم 21 مايو/آيار عام 1955 في مدينة تشادان بجمهورية توفا الروسية في عائلة مسؤول حكومي رفيع المستوى. وكان والده نائبًا لرئيس الحكومة في جمهورية توفا السوفيتية. وتخرج سيرغي شويغو عام 1977 من المعهد التكنولوجي في مدينة كراسنويارسك بتخصص مهندس معماري. ثم عمل خلال 15 عاماً في المشاريع الكبرى بمنطقة سيبيريا. وفي عام 1990 تم تعيين سيرغي شويغو، الذي كان آنذاك عضواً حديث العهد في الحزب الشيوعي السوفيتي، نائبًا لرئيس لجنة الفن المعماري والإنشاءات لدى حكومة جمهورية روسيا الاتحادية الاشتراكية السوفيتية. لكن القيادي الشاب مل سريعًا من العمل البيروقراطي في موسكو فقرر العودة إلى كراسنويارسك حيث ولع بدراسة طرق تصفية آثار الكوارث الطبيعية. وعرض عليه بعد فترة أن يترأس فيلق الطوارئ. فوافق شويغو على تولي هذا المنصب. وفي عام 1991 اتخذ شويغو قرارا بتشكيل فرق طوارئ في كافة أقاليم روسيا. وذلك بهدف زيادة سرعة وفاعلية معالجة حالات الطوارئ في عموم روسيا. وجرى في عام 1994 اندماج قوات الدفاع المدني بفيلقه للطوارئ وتشكيل وزارة أُطلق عليها «وزارة الطوارئ والدفاع المدني وإزالة آثار الكوارث الطبيعية في روسيا الاتحادية». وبعد ذلك ظهرت هيئات للطوارئ في أوروبا اقتدت بخبرات وزارة الطوارئ الروسية. ومن أهم أفضال شويغو هو قيامه بتشكيل فريق من أنصاره يتطلع دوما إلى تطوير عمل وزارته.
وقام الرئيس الروسي دميتري مدفيديف يوم 30 مارس/آذار عام 2012 بترشيح سيرغي شويغو لتولي منصب محافظ مقاطعة موسكو. ووافق مجلس الدوما بمقاطعة موسكو بالإجماع على تعيين شويغو محافظا لموسكو أوبلاست. وتولى سيرغي شويغو في 11 مايو/أيار عام 2012 منصب المحافظ في المقاطعة.
وفي 6 نوفمبر/تشرين الثاني عام 2012 أصدر الرئيس الروسي فلاديمير بوتين مرسوما رئاسيًا بتعيين الفريق أول سيرغي شويغو وزيراً للدفاع في روسيا.

## روابط خارجية
- سيرغي شويغو على موقع IMDb (الإنجليزية)
- سيرغي شويغو على موقع مونزينجر (الألمانية)